# Sarnia Skała (Dolina Będkowska)

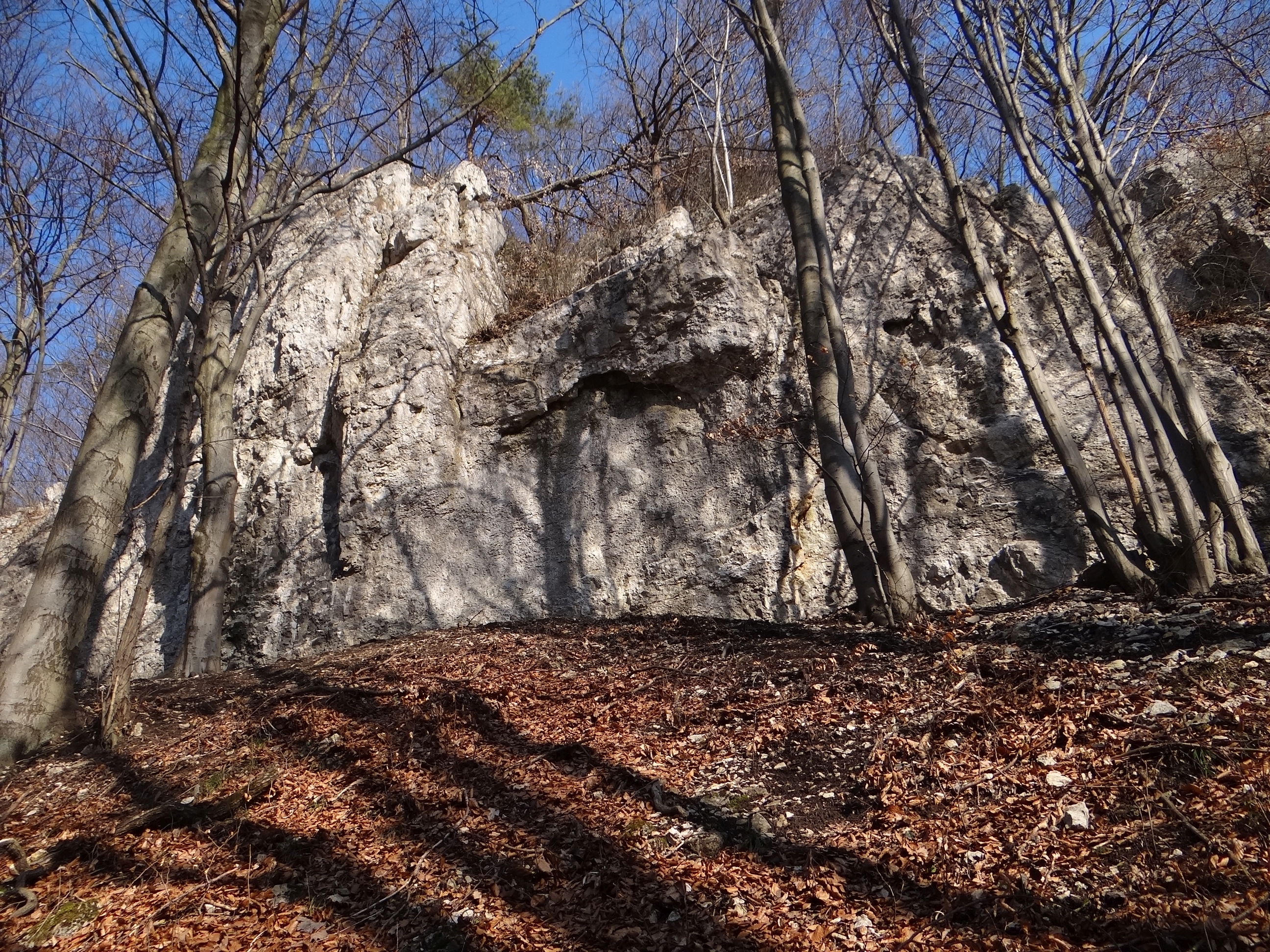

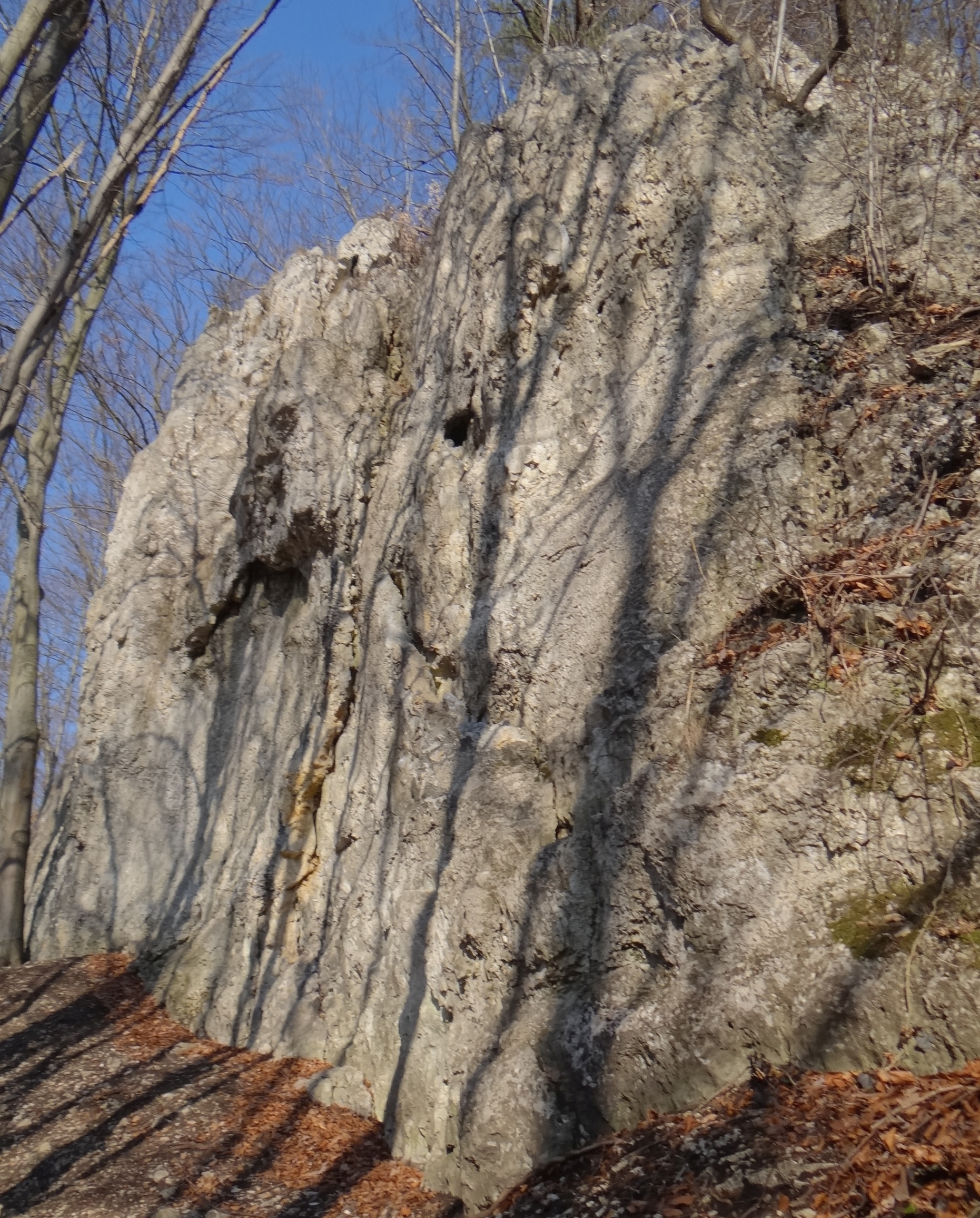

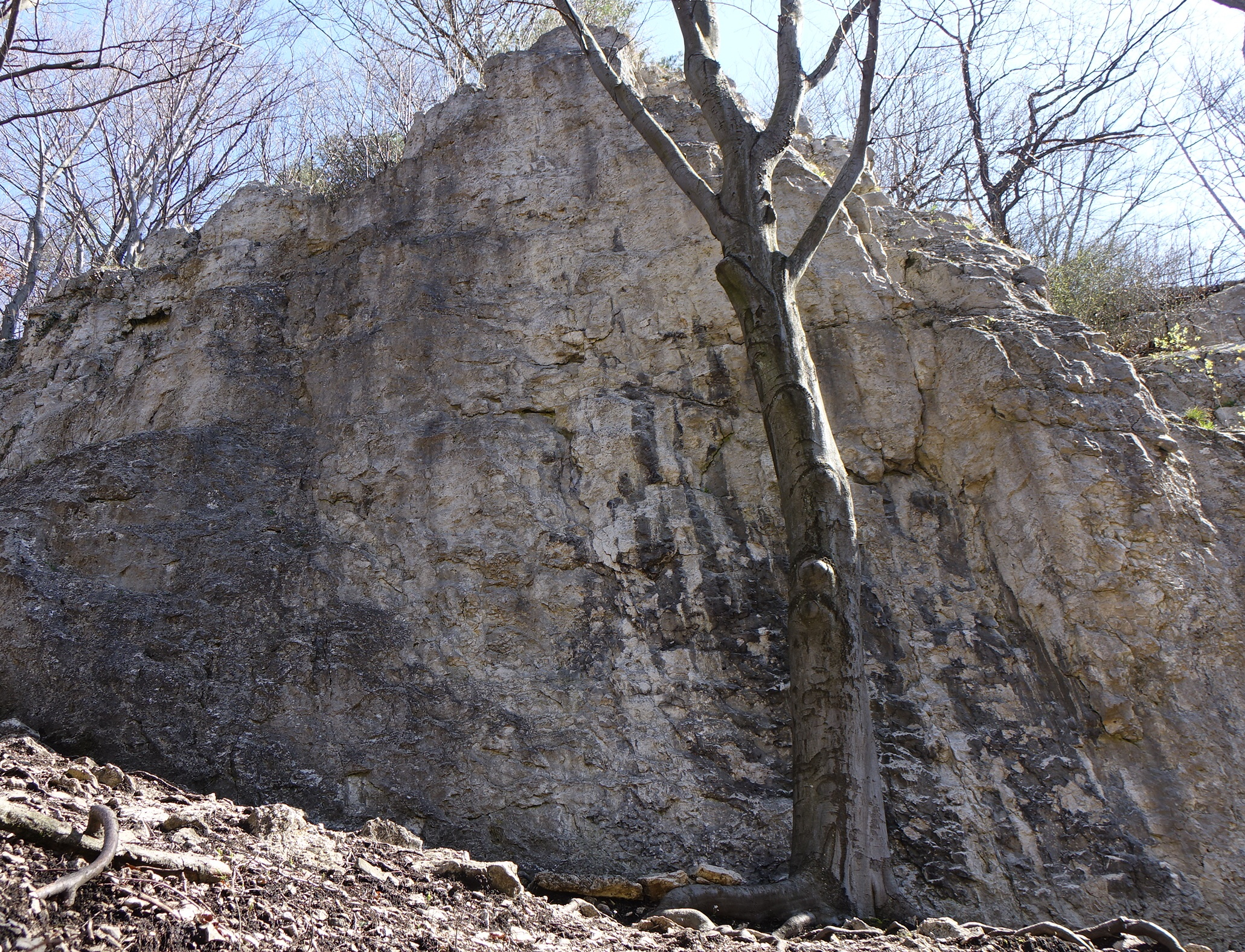

Sarnia Skała – skała w Dolinie Będkowskiej na Wyżynie Krakowsko-Częstochowskiej. Znajduje się w orograficznie prawym jej odgałęzieniu o nazwie wąwóz Przecówki, administracyjnie w granicach wsi Łazy w województwie małopolskim, w powiecie krakowskim, w gminie Jerzmanowice-Przeginia. Wąwóz ten odgałęzia się koło Brandysówki. Prowadzi nim szlak turystyczny, oraz szlak skałkowy. Idąc nim od Brandysówki kolejno mija się skały Brandysową i Skałę nad Polaną (obydwie po prawej stronie). Sarnia Skała wraz z Amboną znajduje się w górnej części wąwozu Przecówki, również po prawej stronie. Dojście do nich wskazuje strzałka na szlaku skałkowym.

## Drogi wspinaczkowe
Zbudowana z wapieni skała ma wysokość do 16 m i znajduje się na obrzeżu lasu, ok. 60 m od szlaku turystycznego. Przygotowali ją do wspinaczki skalnej Dominik Janiec, Mateusz Parandowski i Artur Kowalczyk. Zakup niezbędnych do asekuracji materiałów sfinansowano ze środków województwa małopolskiego oraz funduszy własnych fundacji Wspinka. Ściana wspinaczkowa ma wystawę południowo-zachodnią. Jest na niej 15 dróg wspinaczkowych o trudności od III do VI.1+ w skali Kurtyki. Na wszystkich zamontowani stałe punkty asekuracyjne: ringi (r) i stanowiska zjazdowe (st) lub dwa ringi zjazdowe (drz).
Sarnia Skała I
1. Tytanowy Janusz; 3r + drz, IV+, 10 m
2. Molibdenowy Mateusz; 4r + st, VI, 12 m
3. Heroizm czy uległość?; 6r + drz, VI, 14 m
4. Dominująca acz uległa; 6r + drz, V+, 14 m

Sarnia Skała II
1. Sarnie żniwa; 5r + st, VI.1, 13 m
2. Pułapka na myszy; 6r + st, VI+/1, 14 m
3. Byczek z kwiatkiem w pysku; 6r + st, VI.1+, 13 m
4. Plastelinowy tygrys; 6r + st, VI.1, 13 m

Sarnia Skała III
1. Brawura i nonszalancja; 3r + st, VI.1, 10 m
2. Szacowna Przecówka; 4r + st, VI.1, 10 m
3. American dream; 3r + st, IV, 10 m
4. Kompot z mózgu; 3r + st, VI+, 10 m
5. Dziki żywiec; 3r + drz, V+, 10 m
6. Tajny agent skupu żywca; 3r + drz, V, 10 m

Ambona
1. Kazanie; 6r + drz, V-, 16 m
2. Polowanie na sarenki; 5r + st, III+, 16 m
3. Zapowiedzi; 7r + drz, III, 16 m[4].